# BAe Jetstream 31
O British Aerospace Jetstream é um avião de pequeno porte bimotor turboélice com cabine pressurizada fabricado pela British Aerospace desenvolvido a partir do Handley Page Jetstream.

## Variantes

### Variants
- Jetstream 31 Airliner : Comercial para 18/19 passageiros
- Jetstream 31 Corporate : Executivo para 12 passageiros
- Jetstream 31EP : Maior performance.
- Jetstream 31EZ : Patrulha marítima.
- Jetstream Executive Shuttle : Executivo para 12 passageiros
- Jetstream 31 Special : Transporte
- Jetstream 32EP : Maior performance, 19 passageiros
- Jetstream QC (Quick Change) :